# Air Atlantis
Air Atlantis war die im Charterflugbereich tätige Tochtergesellschaft der portugiesischen Fluglinie TAP Air Portugal. Das Unternehmen wurde im Jahr 1993 aufgelöst.

## Geschichte

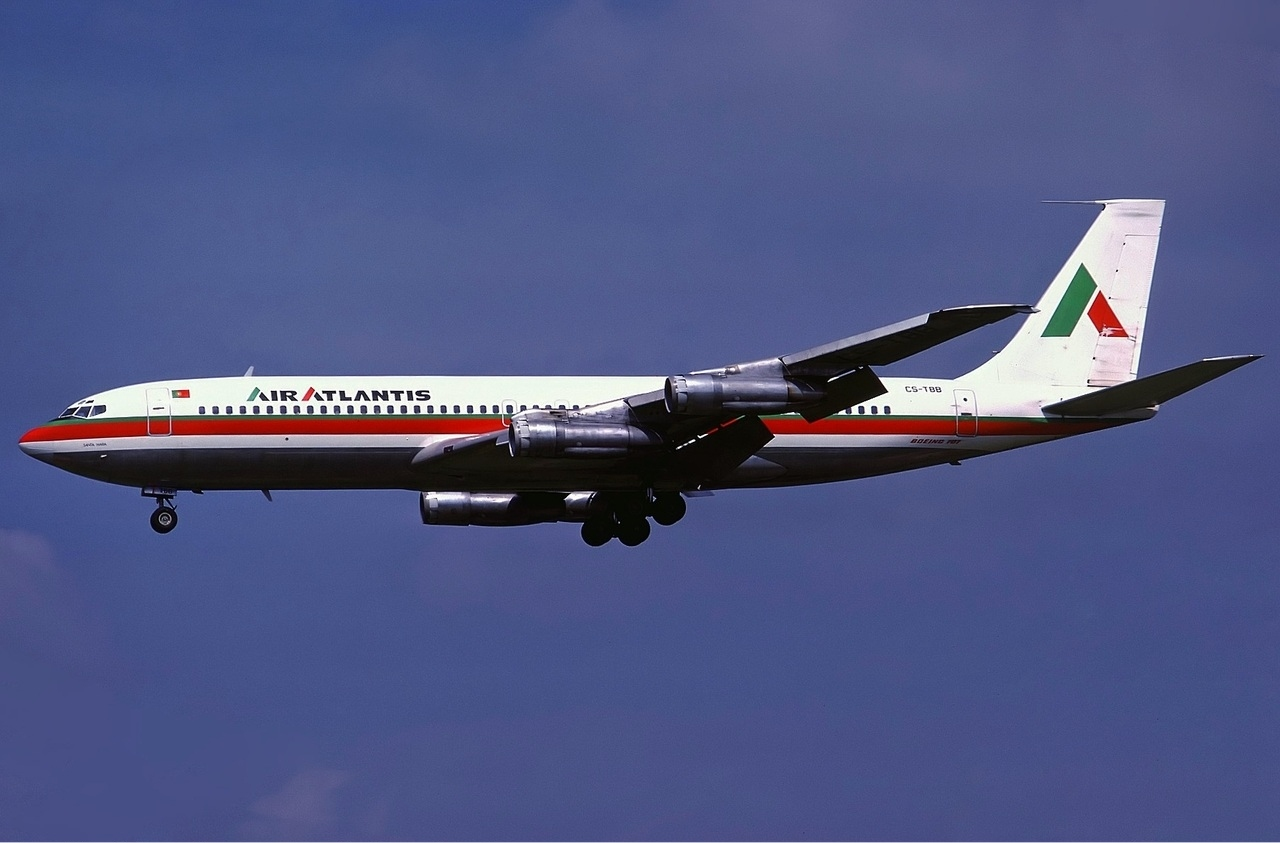
Eine Boeing 707 in der ursprünglichen Farbgebung der Gesellschaft

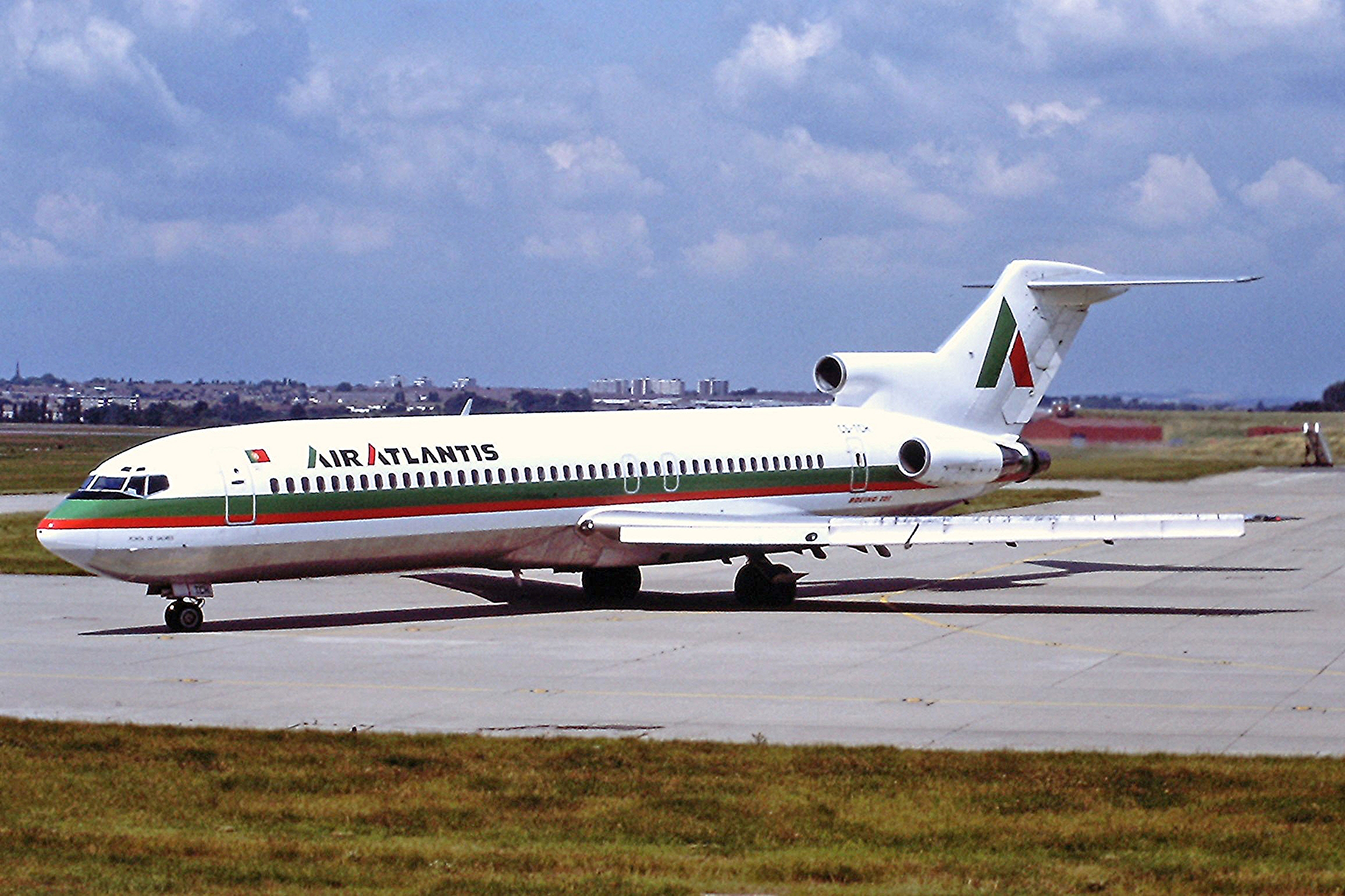
Eine Boeing 727-200 der Air Atlantis

In den frühen 1980er-Jahren führte die Fluggesellschaft TAP Air Portugal neben ihren planmäßigen Linienflugdiensten zahlreiche Charterflüge im Auftrag westeuropäischer Reiseveranstalter durch. Der Gesellschaft gelang es aber nicht, sich bedeutende Marktanteile im Charterflugbereich zu sichern. Zur Steigerung der eigenen Wettbewerbsfähigkeit entschloss sich das Unternehmen im Frühjahr 1985 dazu, die Charterdienste auszulagern und der neu gegründeten Tochtergesellschaft Air Atlantis zu übertragen.
Am 1. Mai 1985 erfolgte die Aufnahme des Flugbetriebs vom Flughafen Faro mit einer Boeing 707-320 und einer Boeing 737-200 der Muttergesellschaft. Im Folgejahr kamen zwei Boeing 707 und zwei Boeing 727-100 zum Einsatz. Während der Hauptsaison griff Air Atlantis kurzfristig auf weitere Flugzeuge der TAP Air Portugal zurück. Großbritannien entwickelte sich schnell zum wichtigsten Markt des Unternehmens. Daneben führte die Gesellschaft von Belgien, Dänemark, Deutschland, Finnland, Frankreich, Irland, Italien, den Niederlanden, Norwegen, Österreich und der Schweiz ausgehende Charterflüge nach Portugal durch. Im Jahr 1986 setzte Air Atlantis eine Boeing 707 auch kurzzeitig auf Flügen von Lissabon nach Kanada und in die USA ein.
Ende 1986 wurden die zwei Boeing 707 ausgemustert und durch drei gemietete Boeing 727-200 ersetzt, die zuvor bei Delta Air Lines in Einsatz standen. Parallel dazu erhielten die Flugzeuge eine leicht geänderte Farbgebung. Im Jahr 1987 ergänzten die ersten drei geleasten Boeing 737-300 die Flotte.
Im Jahr 1991 beförderte Air Atlantis erstmals mehr als 500.000 Passagiere. Obwohl die Gesellschaft im Jahr 1992 bis zu 220 Charterflüge pro Woche durchführte, konnte kein kostendeckender Betrieb erreicht werden. Die fehlende Rentabilität der Charterflüge sowie zeitgleiche wirtschaftliche Schwierigkeiten der TAP Air Portugal leiteten im Frühjahr 1993 das Ende der Tochtergesellschaft ein. Aufgrund einer Umstrukturierung der Unternehmensgruppe wurde Air Atlantis mit Ablauf des 30. April 1993 in die Muttergesellschaft integriert.

## Flotte
- Boeing 707-320B
- Boeing 727-100 und 727-200
- Boeing 737-200 und 737-300[3]